# Reserva Natural de Parila
A Reserva Natural de Parila é uma reserva natural localizada no condado de Harju, na Estónia.
A área da reserva natural é de 208 hectares.
A área protegida foi fundada em 2016 para proteger tipos de habitat valiosos e espécies ameaçadas na aldeia de Parila (freguesia de Anija).